# 皮夏尼布里德 (新烏克蘭卡區)
48°17′0″N 31°19′10″E / 48.28333°N 31.31944°E
皮夏尼布里德（烏克蘭語：Піщаний Брід），是烏克蘭中部基洛夫格勒州新烏克蘭卡區皮夏尼布里德市镇内的村落及其行政中心。面積7.66平方公里，海拔高度112米，2024年人口2,108，人口密度每平方公里387.2人。